# Лондиниум
Лонди́ниум, Лонди́ний или Лондони́ум (лат. Londinium, ныне Лондон) — город в Римской Британии, основанный около 43 года н. э. Он был основным центром торговли и власти в Римской Британии с конца II века до её разгрома в V веке. Лондиниум располагался на реке Темзе, которая обеспечивала ему связь как с морем, так и с внутренними районами Британии.
По разрозненным упоминаниям Лондиниума у античных авторов и археологическим раскопкам, в черте города можно частично восстановить общую историю его развития. Только часть общественных зданий римского города можно идентифицировать путём раскопок. В основном же они не сохранились. Размеры и устройство форума, крупнейшего к северу от Альп, позволяют судить об экономическом положении Лондиниума. Его мощные торговые и экономические связи подтверждают также остатки складов на берегу реки.

## Основание и название

Лондиниум в конце римской эпохи

Лондиниум был основан после вторжения римлян в 43 году под предводительством императора Клавдия.
До прихода римских войск, скорее всего, по территории Лондона текло множество речек, таких как Уолбрук. Лондиниум был построен в месте, где Темза была достаточно узкой, чтобы построить мост, и достаточно глубокой для прохода морских судов. Массивные остатки римского пирса были найдены неподалёку от современного Лондонского моста.
Традиционно считается, что Лондиниум строился как мирное поселение, хотя имеются некоторые свидетельства местонахождения римской крепости на его территории. Но так как археологам не удалось найти признаков военного лагеря на этой территории, то большинство учёных считает, что Лондон был мирным городом. Его местоположение на оживлённой реке делало его идеальным местом для торговли.
Название Лондиниум считается доримским (и, возможно, докельтским), но нет подтверждённых теорий о его значении. Римляне очень часто перенимали названия городов и территорий, принятые у коренных народов. Общепринятая теория гласит, что название происходит от кельтского топонима Лондинион от слова lond, значащего 'дикий'.
По ещё одной теории, название происходит от древнеевропейского названия реки, бывшего частью старейшего
европейского слоя топонимики, выделенного Хансом Краэ. По этой версии, топоним «Лондон» происходит от докельтского слова Plowonida — состоящего из двух корней plew и nejd, что, возможно, означает «разливающаяся река» или «широко текущая река». Таким образом, Лондиниум может значить «поселение на разливающейся реке». Предполагается, что река была названа Темза выше по течению, где была уже, и Plowonida — ниже по течению, где была широка для брода.
Надписи и граффити, найденные археологами, подтверждают, что основным языком был латинский. Но при этом многие жители Лондона могли говорить на кельтском, который римляне называли lingua Gallica (гальский).

## Статус Лондиниума
Статус Лондиниума не определён. Он не был столицей civitas, хотя Клавдий Птолемей описывает его как один из городов Кантии. Первоначальная небольшая крепость, предназначенная для охраны моста через Темзу, выросла в важный торговый порт между Британией и римскими провинциями на континенте. Отсутствие частных вилл (обычных в остальных районах) указывает на принадлежность земли военным или императору. Во времена Боудикки Тацит написал: «Лондиниум … хотя имеет непримечательное звание колония, много посещается купцами и торговыми судами». После восстания Боудикки провинциальные органы управления Британией переместились из Камулодуна (современный Колчестер в Эссексе) в Лондиниум. Точное время перемещения неизвестно, хотя были найдены черепицы II века с надписью P.PR.BR.LON — «Провинциальный прокурор Британии в Лондиниуме». Ни в одном источнике Лондиниум не назван столицей Британии, но есть основания для того, чтобы считать его столицей: к примеру, такое строение, как дворец римского губернатора, военные постройки начала II века и несколько могил государственных служащих.

## История и развитие

### I век

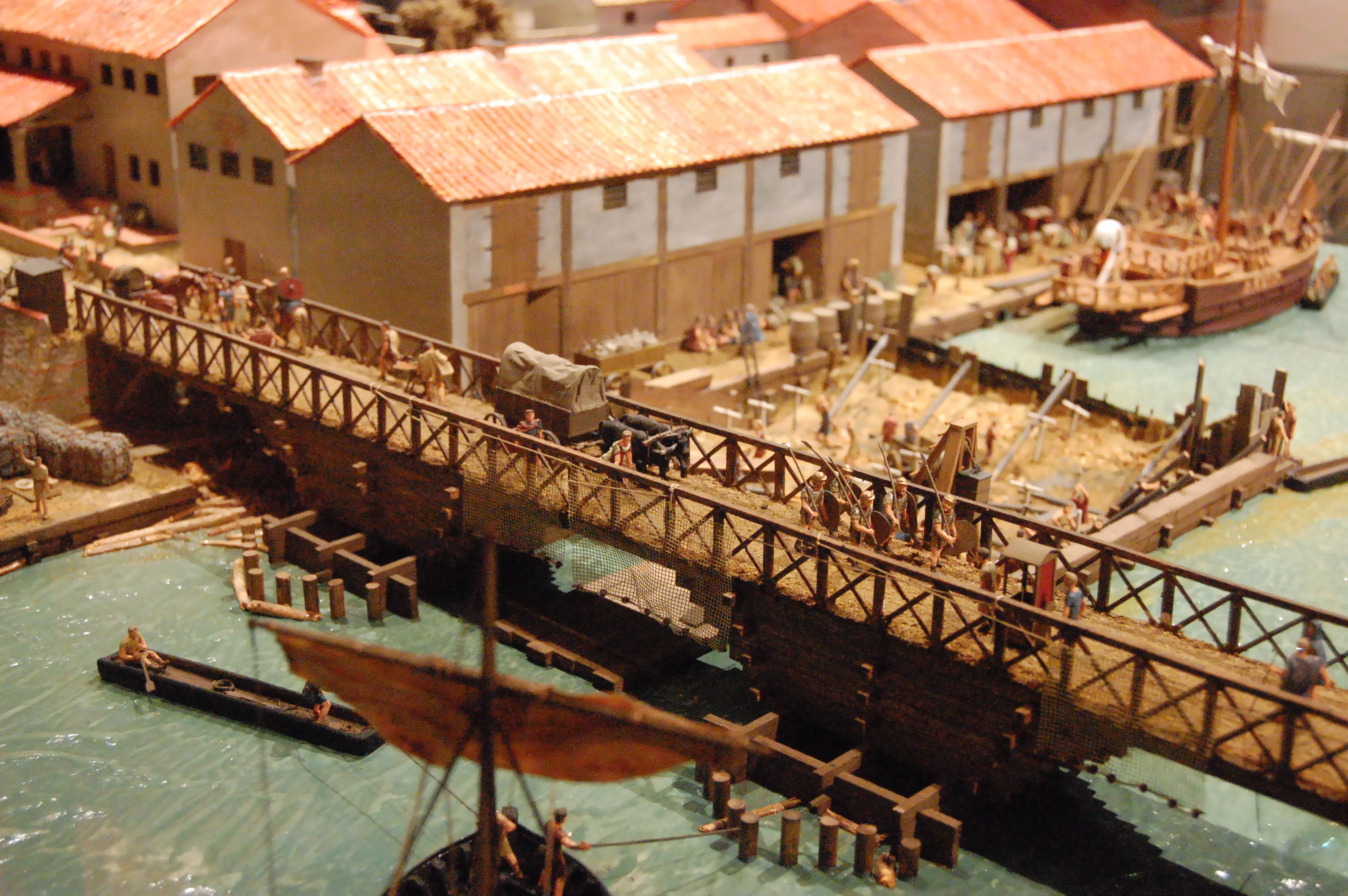
Макет Лондона 85-90 годов на выставке в музее Лондона, изображающий первый мост через Темзу

После своего основания в середине I века ранний Римский Лондон занимал небольшую площадь, сравнимую с размерами Гайд-парка. Она составляла около 1,4 км².
Археологи обнаружили многочисленные товары, привезённые в Лондон со всей Римской Империи, что говорит о том, что ранний Римский Лондон был многокультурным сообществом торговцев с практически всей Европы.

#### Восстание Боудикки
Уже к 60 году Лондиний был городом, «хотя и не именовавшимся колонией, но весьма людным вследствие обилия в нём купцов и товаров». Но именно в этом году он был разграблен войсками иценов под предводительством Боудикки. Раскопки показали многочисленные свидетельства пожара, такие, как слой красного пепла.
Сначала войска Боудикки захватили Камулодун, а затем разбили римский легион, посланный из города Линдум (Линкольн) для защиты города. Затем они двинулись на Лондиниум. Римский полководец Гай Светоний Паулин отправил небольшое войско в Лондиниум до того, как туда пришли войска Боудикки. Что произошло дальше, описывает римский историк Публий Корнелий Тацит:
А Светоний, с поразительной стойкостью пробившийся среди врагов, достиг Лондиния, города, хотя и не именовавшегося колонией, но весьма людного вследствие обилия в нём купцов и товаров. Здесь, размышляя над тем, не избрать ли его опорою для ведения дальнейших военных действий, он, учтя малочисленность своего войска и пример Петилия, которому дорого обошлась его опрометчивость, решает пожертвовать этим городом ради спасения всего остального. Ни мольбы, ни слезы взывавших к нему о помощи горожан не поколебали его решимости, и он подал сигнал к выступлению, взяв с собою в поход пожелавших ему сопутствовать; те, кого удержали от этого пол или преклонный возраст или привлекательность этого места, были истреблены врагами.
Далее Тацит пишет, что восставшими было убито более 70 000 римлян и их союзников. Решающей стала битва, позднее получившая название последняя битва Боудикки. Тацит описывает местность сражения так: «Для сражения он [Светоний] избирает местность с узкой тесниною перед нею и с прикрывавшим её сзади лесом, предварительно уверившись в том, что враг только пред ним на равнине и что она совершенно открыта и можно не опасаться засад».

### II и III века

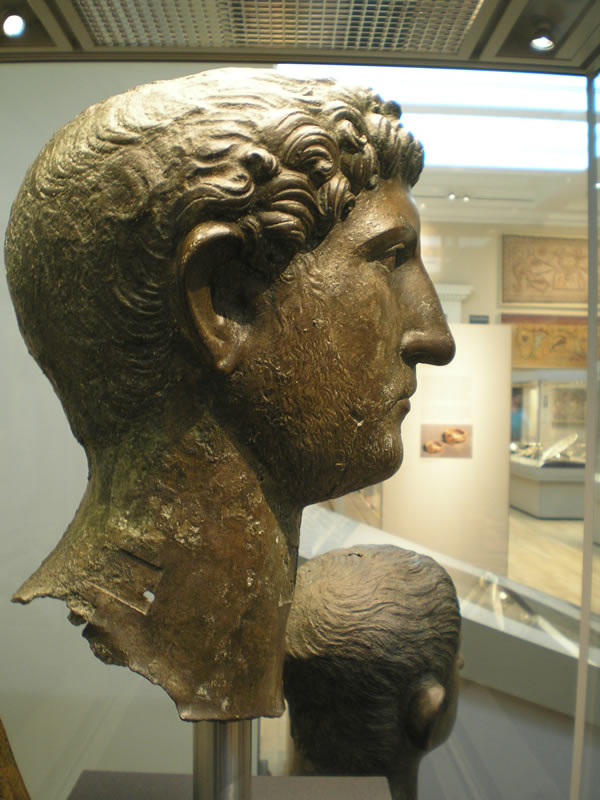
Бронзовый бюст Адриана, найденный в Лондоне

После завершения восстания римляне восстановили город в течение десяти лет. В последние десятилетия I века Лондиниум стал крупнейшим городом Римской Британии и сменил Колчестер на «должности» столицы. Западнее Уолбрука были построены общественные здания из камня: форум, преторий, термы, базилика. Около 120 года форум был расширен. В северо-западной части города возник каструм площадью 4 гектара, в непосредственной близости находился амфитеатр.
Большая часть городских построек была выполнена из дерева. В связи с этим Лондиниум не раз подвергался пожарам. Самый опустошительный произошёл предположительно при императоре Адриане. Во время археологических раскопок был найден выгоревший склад новой галльской терры сигилатты. Но, хотя археологи обнаружили значительное количество доказательств этому, у писателей-классиков не упоминается о подобном пожаре.
Во II веке Лондиниум находился на пике своего развития. К 140 году в нём жило от 45 000 до 60 000 человек. О важности города говорит такой факт, что в нём был похоронен один из римских провинциальных служащих. Возможно, именно после посещения Лондиниума императором Адрианом в 122 году был построен ряд впечатляющих общественных зданий.
Раскопки 1980-х показали большой римский портовый комплекс в районе современного Лондонского моста, а также на другой стороне реки в Саутуарке, из чего следует, что в это время Лондиниум был важным коммерческим и торговым центром.
Во второй половине II века, судя по всему, Лондиниум уменьшил размеры и численность населения. Хотя причина в точности не установлена, но бубонную чуму считают наиболее вероятным виновником, так как известно, что в период между 165 и 190 годами от чумы сильно пострадала Западная Европа. Другое объяснение этому заключается в том, что решение императора Адриана не расширять границы империи, возможно, вызвало потерю лондонскими купцами ценных контрактов, в результате чего произошёл экономический кризис.
Хотя Лондиниум оставался важным городом до падения римской империи, он так полностью и не оправился от этого кризиса, и с этого времени начинается постепенное его угасание.

#### Лондонская стена
Между 190 и 225 годами римляне создали Лондонскую стену. Это было оборонительное укрепление, построенное вокруг города и идущее к берегу. Наряду с валом Адриана и римской сетью дорог Лондонская стена является одним из крупнейших строительных проектов в Римской Британии. Стена была около 5 километров в длину, 6 метров в высоту и 2,5 метра в толщину.

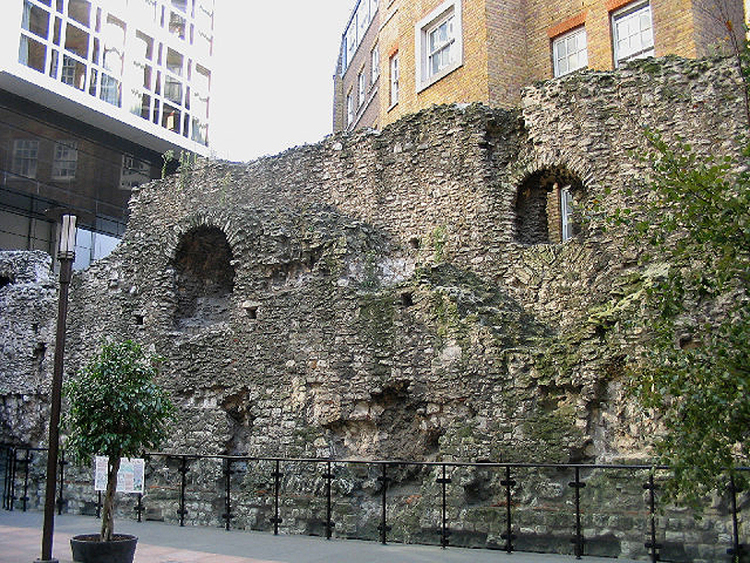
Сохранившаяся часть Лондонской стены

Хотя точная причина постройки стены не установлена, скорее всего, она была построена для защиты от пиктов, которые захватили вал Адриана в 180-х годах. Также многие историки указывают на то, что постройка Лондонской стены может быть связана с политическим кризисом 190 года, когда за титул императора боролись Септимий Север и губернатор Британии Клодий Альбин. Стены могли быть построены по приказу Альбина в 190-х с целью создания защиты своей территории. Однако Септимий победил Альбина в 197 году.
Экономическое развитие, а также завоевания Септимия в Каледонии возродили прежнее состояние Лондона. Археологические свидетельства указывают на возобновление строительной деятельности в начале II века. Около 200 года Септимий разделил Римскую Британию на две провинции — Верхнюю и Нижнюю Британию — и вверил управление каждой частью особому префекту. Лондиниум стал столицей Британии Верхней, а Эборакум — Нижней Британии.
Стена стояла ещё 1600 лет и определяла границы Лондонского Сити многие годы. В грубом приближении по стене можно узнать границы современного Сити и в наши дни.
В конце III века саксонские пираты совершили несколько набегов на Лондон. Это привело к строительству дополнительных укреплений вдоль реки.

#### Восстание Караузия

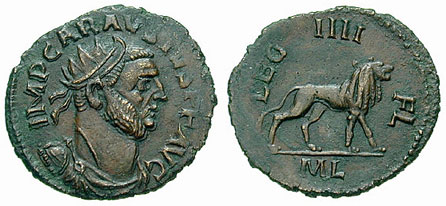
Монета из Лондиниума, выпущенная Караузием. Лондинийский монетный двор

В 286 году римский наместник Караузий перестал подчиняться власти Рима и провозгласил себя императором Римской Британии. Он правил семь лет, пока не был убит своим казначеем Аллектом, который стал следующим правителем.
В 296 году Констанций I Хлор прибыл в Британию для того, чтобы вернуть её территорию под власть Рима. В это же время франкские наёмники, подчиняющееся Аллекту, грабили и рушили город. Римские войска смогли добраться до города по Темзе и, прибыв туда, начали убивать франков прямо на улицах. Так закончилась власть Аллекта в Британии.
В честь этого события был выпущен Трирский медальон. На одной стороне медальона изображён Констанций Хлор, а на другой — женщина, преклоняющая колени перед солдатом. Медальон назван так, потому что был отчеканен в Трире в современной Германии. Он был найден в 1920-х в городе Аррасе во Франции.

### IV век
Первая половина IV века в Британии была периодом процветания, особенно для многочисленных римских вилл, построенных вокруг города.
К этому времени в городе уже существовал епископат.
К середине века варвары стали совершать всё больше набегов на Британию. С 340 года северную Британию начали атаковать пикты и скотты. В 360 году наступление приняло такие объёмы, что Юлиан II Отступник был вынужден послать туда войска. В это же время в Лондоне предпринимались большие усилия для защиты города. Тогда было построено как минимум 20 бастионов.
В 367 году произошло ещё одно вторжение пиктов и скоттов. Справиться с проблемой и восстановить порядок был отправлен Феодосий Старший. Он использовал Лондиниум в качестве своей базы. Примерно в 368 году Лондиниум был переименован в город Augusta. В том же веке Британия составила часть галльской префектуры и была разделена на 4 провинции. Лондон стал столицей Maxima Caesariensis.
Кроме нападений чужих племён, в Римской Британии существовали и внутренние проблемы. В 382 году британские войска восстали против римской власти и избрали своим «императором» Магна Максима. Вскоре он собрал вокруг себя все римские войска и пересёк Ла-Манш. Он контролировал западную часть империи до поражения, нанесённого Феодосием I в 388 году.
К концу IV века многие города Римской Британии находились в упадке, и Лондон не был исключением. Раскопки показывают, что многие общественные здания этого времени находились в полуразрушенном состоянии.

### Упадок и исчезновение
В начале V века Римская Империя развалилась. Между 407 и 409 годами огромное количество варваров проникло в Галлию и Испанию. Из-за этого ослабилась связь между Римом и Британией. Британские войска избрали лидеров — один из них, Константин III, объявил себя императором Западной Римской империи и вместе с армией пересёк Ла-Манш, оставив в Британии только малую часть войска. В 410 году британцы отказались от верности Константину и попросили помощи у императора Гонория. Но он ответил, что британцы должны сами заботиться о своей безопасности. Этим официально завершился период римской оккупации Британии (см. также Конец римского правления в Британии).
После падения Римской империи Британия стала уязвимой для атак германских племён, а именно англов, саксов и ютов. Существует очень мало свидетельств о том, что происходило в Лондоне в пост-римский период. Однако хаос в разваливающейся Римской империи должен был привести к разрушению торговых связей, и, так как зарплату чиновникам платить перестали, сокращению государственного штата.
Согласно историческим сочинениям ранних авторов, таких как Беда Достопочтенный и Гильда, которые были объединены в Англосаксонские хроники, в 449 году англы, саксы и юты были приглашены в Британию королём Вортигерном как наёмники для защиты Британии от пиктов и скоттов. Беда пишет, что юты поселились в Кенте, и в 457 году во главе с братьями Хенгистом и Хорсой восстали против британцев и разбили их в битве при Креганфорде (современный Крейфуд), и бритты в ужасе бежали в Лондон. Остаётся неясным, что произошло в Лондоне в это время, так как исторические свидетельства нечётки и противоречивы.
Археологи нашли некоторые свидетельства тому, что некоторым семьям, живущим на виллах вокруг города, удалось сохранять римский образ жизни до середины V века. Но к концу века территория Лондиниума оказалась практически незаселена. Большая часть поселения переехала за пределы Лондонской стены на другой берег реки Флит. Здесь же около 500 года возник англосаксонский Люнденвик.

## Городские здания

### Здания
Остатки большого здания были найдены в районе станции Кэннон-стрит. Предполагается, что это сохранившаяся часть дворца губернатора (Преторий). В нём находились сад, большие бассейны и несколько залов с украшенными мозаикой полами. Полную планировку здания можно только предугадывать. Здание построили во второй половине I-го века и использовали до 300 года. Оно несколько раз ремонтировалось и перестраивалось.
В центре города находился самый большой к северу от Альп форум, представляющий собой практически идеальный квадрат размером 168 x 167 м. Можно выделить два основных этапа строительства зданий на нём. Изначально форум, построенный после восстания Боудикки, представлял собой открытый двор и несколько магазинов вокруг. Возможно, что постройки вокруг даже не являлись частью форума. В начале II века магазинный комплекс значительно расширился. На нём имелись не только площадь и магазины, но и большая базилика. Форум существовал примерно до 300 года.
Южнее военного лагеря были найдены остатки фундамента амфитеатра. Его размер составлял примерно 130 × 110 м. Амфитеатр был построен в II веке и был заброшен в середине IV века.
В Лондиниуме находилось несколько бань или терм. Зачастую при раскопках невозможно установить, была ли баня общественной или находилась во владениях частного лица. Хорошо сохранилась общественная баня, найденная в Хьюджин-холле (рядом с Темзой). Она была построена во второй половине I-го века и разрушена около 200 года.
На территории Лондиниума не были обнаружены остатки акведука. Скорее всего, Темза и её притоки снабжали город питьевой водой. Во многих местах были найдены канализационные трубы из дерева.

### Храмы

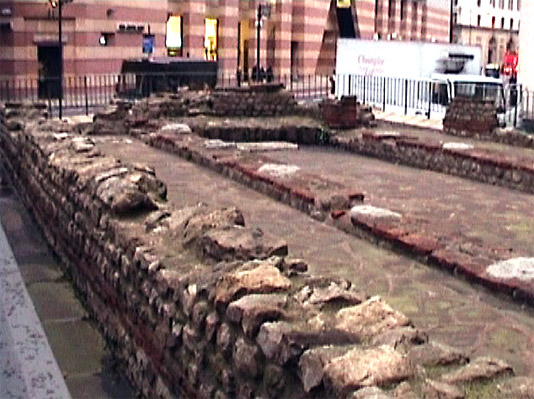
Остатки Храма Митры, найденного в Лондоне

В городе находилось несколько важных храмов. В найденных надписях упоминается строительство храма Юпитера, однако он не был найден. Письменные упоминания храма Исиды были найдены в Саутуарке. Храмовые здания были найдены рядом со старым форумом, существовало восьмиугольное здание на востоке от города, и, возможно, был храм рядом с Холмом Петра, где археологи нашли прочный фундамент типичной церковной кладки. Ни в одном из найденных храмов не сохранилось имя бога, которому в нём поклонялись, кроме храма Митры, раскопанного в 1954 году, где сохранилось некоторое количество скульптур, посвящённых этому культу.

### Дома

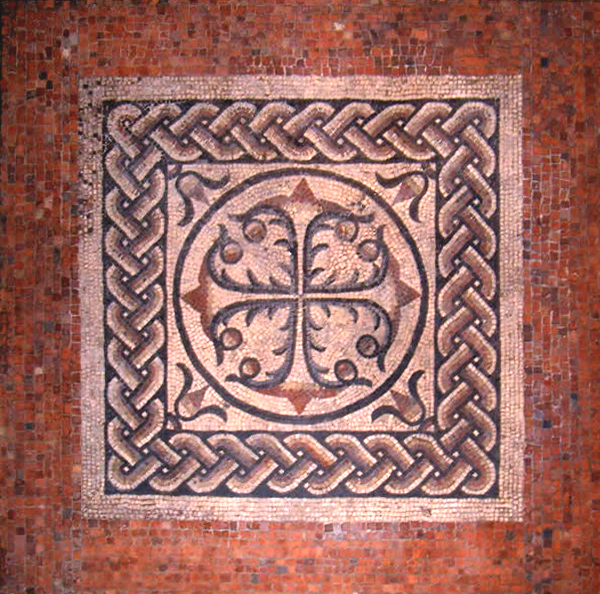
Мозаичный пол из дома в Лондиниуме

В I веке практически все городские дома были построены из дерева, и только во II веке они частично перестроились из камня. Во II веке Лондиниум достиг своего расцвета. Некоторые части города застраивались Домусом или таунхусами. К концу II века большинство зданий оказалось построенными из камня, что уменьшило плотность городской застройки. Вместо большого количества маленьких деревянных домов строились удобные, большие каменные здания. Раскопки показали, что многие из них богато украшались стенными росписями и напольной мозаикой. Во многих зданиях существовал подпольный гипокауст, что демонстрировало богатство и состоятельность жителей.

## Порт в Лондиниуме
Большая часть римского порта была построена после восстания Боудикки. Набережная была расширена с помощью гравия, что позволило построить надёжный причал перпендикулярно к берегу. Набережная строилась в три основных этапа с I по III века. Найденные обломки брони, кожаные ремни и военные знаки на строительной древесине позволяют предположить, что порт строился с использованием силы военных.
Лондиниум был процветающим городом в основном благодаря своим торговым сетям. Импорт изящных керамических и ювелирных изделий и вина был востребован из-за отсутствия как собственного производства, так и материалов для изготовления. Археологи обнаружили только два больших старых здания на набережной, и решили, что это складские помещения. Эта находка поддерживает теорию о том, что Лондиниум был крупным торговым центром, а не мелким проходным портом. Если бы он был только остановочным пунктом на пути следования в большие порты, то в нём не нужны были бы склады для длительного хранения.

## Археологические раскопки
Первые большие археологические раскопки, связанные с Лондиниумом, производились в XVII веке после Великого лондонского пожара в 1666 году. Обширное строительство в Лондоне, начавшееся в XIX веке и продолжившееся в XX веке, позволило раскопать значительную часть старого Лондона. Основные находки из римского Лондона, в том числе мозаика, фрагменты стен и старых зданий, были размещены в Британском музее. В 1970-х годах археологи начали первые интенсивные раскопки набережной римского Лондона. Их открытия показали, что после постройки порт быстро расширился, некоторое время процветал и быстро угас в V веке. То что не было найдено в это время, почти не представляется возможным раскопать теперь, так как на этой территории всё застроено современными домами.